# Пільча-Желіховська
Пільча-Желіховська (пол. Pilcza Żelichowska) — село в Польщі, у гміні Олесно Домбровського повіту Малопольського воєводства.
Населення — 328 осіб (2011).
У 1975—1998 роках село належало до Тарновського воєводства.

## Географія
Селом протікає річка Жиманка.

## Демографія
Демографічна структура станом на 31 березня 2011 року:
|          | Загалом | Допрацездатний вік | Працездатний вік | Постпрацездатний вік |
| -------- | ------- | ------------------ | ---------------- | -------------------- |
| Чоловіки | 166     | 42                 | 105              | 19                   |
| Жінки    | 162     | 28                 | 96               | 38                   |
| Разом    | 328     | 70                 | 201              | 57                   |